# Google Answers
Google Answers war ein digitaler Auskunftsdienst des US-amerikanischen Unternehmens Google. Er wurde von April 2002 bis November 2006 in englischer Sprache angeboten.

## Umsetzung und Kalkulation
Die Unternehmens-Dienstleistungen boten individuelle Recherchedienstleistungen gegen Gebühr. Die Recherche wurde von Mitarbeitern (sogenannten „Google Answers Researchers“) erbracht, von denen es schätzungsweise 500 gab. Diese Mitarbeiter arbeiteten auf freiberuflicher Basis und waren keine Angestellten des Unternehmens.
Der Kunde konnte eine Anfrage stellen und entscheiden, welcher Preis für eine Antwort bezahlt wurde. Die Mitarbeiter bekamen 75 % des Preises der Antwort. Google behielt 25 % Prozent und zusätzlich 0,5 US-Dollar, diese wurden als Verwaltungsgebühren eingenommen, auch wenn die Frage nicht beantwortet werden konnte.
Wenn die Anfrage beantwortet wurde, konnte der Kunde auch eine Art Trinkgeld geben. Wenn die Antwort nicht klar war, durfte der Kunde auch weitere Abklärungen anfordern.
Zusätzlich zu der Frage und Antwort, die nur der Kunde und der Researcher bearbeiten konnten, hatte jede Frage auch einen Kommentarabschnitt, in dem jedes registrierte Mitglied seine Hinweise vermerken konnte.

## Nachfolger
Nachdem Google Answers zum 1. Dezember 2006 geschlossen wurde, startete Google einen Relaunch namens Google Questions and Answers, der ohne Bezahlfunktion auskam.
2007 wurde eine russische Version (russisch Вопросы и ответы) und 2009 eine arabische Version (arabisch إجابات Google) gestartet. Seit dem 23. Juni 2014 waren die Webseiten nur noch lesbar, es konnten keine Fragen mehr gestellt oder beantwortet werden. Am 30. April 2015 wurde der gesamte Inhalt gelöscht.